# Pandemia de COVID-19 en Suiza
Se confirmó que la pandemia de coronavirus 2019-2020 se extendió a Suiza el 25 de febrero de 2020 cuando se confirmó el primer caso de COVID-19 después de un brote de COVID-19 en Italia. Un hombre de 70 años en el cantón de habla italiana de Ticino, que limita con Italia, dio positivo por SARS-CoV-2. El hombre había visitado previamente Milán. Posteriormente, se descubrieron múltiples casos relacionados con los grupos de Italia en múltiples cantones, incluidos los de Basilea, Zúrich y Graubünden. También se confirmaron múltiples casos aislados no relacionados con los grupos de Italia.
El 28 de febrero, el Consejo Federal anunció una prohibición inmediata de todos los eventos públicos y privados que involucran a más de 1000 participantes, como uno de los esfuerzos para frenar la propagación de la infección por COVID-19. Además, los eventos de 150 o más ahora necesitan permiso federal. (SwissWatch) Se cancelaron varios eventos importantes, incluido el Salón del Automóvil de Ginebra, al que asistieron 660,000 personas en 2018, el Carnaval de Berna y el Carnaval de Basilea.
A partir del 14 de marzo de 2020, 1359 personas dieron positivo en Suiza. 1189 de estas pruebas positivas han sido confirmadas por el laboratorio de referencia en Ginebra.
Hasta el 20 de febrero de 2022, se contabiliza la cifra de 2,652,931 casos confirmados, 13,117 fallecidos y 1,807,046 pacientes recuperados del virus.

## Cronología
El 25 de febrero de 2020, Suiza confirmó el primer caso de COVID-19, un hombre de 70 años en el cantón de habla italiana de Ticino que limita con Italia, que previamente había visitado Milán dio positivo por SARS-CoV-2.
El 27 de febrero, un trabajador de TI de 28 años de Ginebra, que había regresado recientemente de Milán, dio positivo y fue ingresado en el Hospital de la Universidad de Ginebra. Un italiano de 55 años que trabajaba en una empresa internacional también dio positivo en Ginebra. Dos niños italianos, que estaban de vacaciones en Graubünden, dieron positivo y fueron hospitalizados.
Un hombre de 26 años en Aargau, que se había ido de viaje de negocios la semana anterior y se había quedado en Verona, dio positivo y fue hospitalizado . Una mujer de 30 años, que había visitado Milán, ingresó en un hospital de Zúrich. Un hombre de 49 años que vivía en Francia y trabajaba en Vaud fue confirmado positivo en Vaud.
Una joven, que había viajado a Milán, dio positivo en Basilea-Ciudad. Trabajó en una guardería en Riehen, y después de que se confirmó su prueba, los niños de la guardería fueron puestos en cuarentena durante dos semanas. El 28 de febrero, su pareja, un hombre de 23 años, también dio positivo en Basilea-Landschaft.
El 3 de marzo, la Universidad de Zúrich anunció seis casos confirmados de coronavirus en el Instituto de Matemáticas. Hasta el 5 de marzo, hay 10 casos confirmados en la Universidad de Zúrich, al menos 7 en el I-Math y 1 en el Centro de Medicina Dental. El 5 de marzo, el Hospital de la Universidad de Lausana anunció que un caso de coronavirus femenino de 74 años había muerto durante la noche. El paciente había estado hospitalizado desde el 3 de marzo y padecía una enfermedad crónica. El 11 de marzo, un hombre de 54 años murió de COVID-19 en el Hospital Bruderholz en Basilea-Landschaft, marcando el cuarto caso mortal en Suiza. Se había unido a un evento religioso en Mulhouse, Francia, antes de contraer el virus y sufrir de neumonía.

## Respuesta del Gobierno

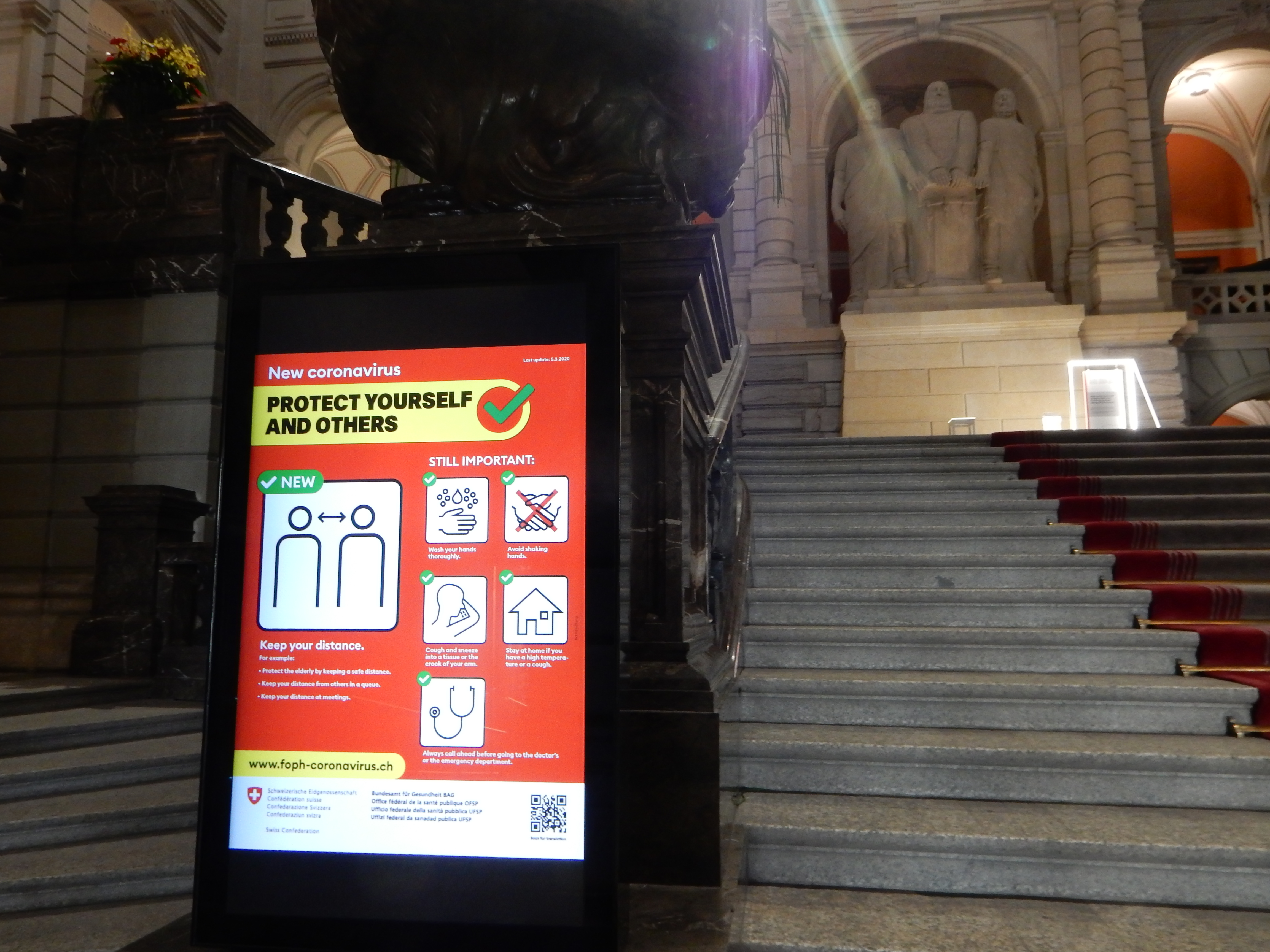
Medidas de protección contra el coronavirus en Suiza: en la sala de la cúpula del Palacio Federal.

El 27 de febrero, tras la confirmación de los casos de COVID-19 en la región, Graubünden canceló el Skimarathon Engadina.
El 28 de febrero, el Consejo Federal prohibió los eventos que involucran a más de 1,000 personas en un esfuerzo por frenar la propagación de la infección. Múltiples eventos como carnavales y ferias fueron pospuestos o cancelados. El Salón del Automóvil de Ginebra, el Baselworld, el Carnaval de Berna y el Carnaval de Basilea fueron cancelados. La Universidad de Berna reemplazó todas las conferencias presenciales con más de 250 asistentes por conferencias en línea.
El 6 de marzo de 2020, el Consejo Federal anunció una 'estrategia modificada' centrada en la protección de las personas más vulnerables, es decir, las personas mayores y las personas con afecciones preexistentes.
El 13 de marzo de 2020, el Consejo Federal decidió cancelar las clases en todos los establecimientos educativos hasta el 4 de abril de 2020, y ha prohibido todos los eventos (públicos o privados) que involucren a más de 100 personas. También ha decidido cerrar parcialmente sus fronteras y promulgó controles fronterizos. El cantón de Vaud tomó medidas más drásticas, prohibió todas las reuniones públicas y privadas con más de 50 personas y cerró sus establecimientos educativos hasta el 30 de abril.
El 16 de marzo de 2020, el Consejo Federal anunció nuevas medidas y una ordenanza revisada. Las medidas incluyen el cierre de bares, tiendas y otros lugares de reunión hasta el 19 de abril, pero deja abiertos ciertos elementos esenciales, como supermercados, farmacias, transporte público (reducido) y el servicio postal.
El gobierno anunció un paquete de rescate de 42 mil millones de francos suizos para la economía, que incluye dinero para reemplazar los salarios perdidos de personas empleadas y autónomas, préstamos a corto plazo para empresas, demoras en los pagos al gobierno y apoyo a organizaciones culturales y deportivas.
El 20 de marzo, el gobierno anunció que no se implementaría un bloqueo, pero todos los eventos o reuniones de más de 5 personas estaban prohibidos. Las actividades económicas continuarían, incluida la construcción.
Esas medidas se prolongaron hasta el 26 de abril de 2020.
El 16 de abril de 2020, Suiza anunció que el país aliviará las restricciones de forma gradual y en tres pasos. El primer paso comenzará el 27 de abril, para aquellos que trabajan en contacto cercano con otros, pero no en grandes cantidades. Los cirujanos, dentistas, guarderías, peluqueros, masajes y salones de belleza pueden abrirse con procedimientos de seguridad aplicados. También se pueden abrir tiendas de bricolaje, centros de jardinería, floristerías y tiendas de alimentos que también venden otros productos. El segundo paso comenzará el 11 de mayo, suponiendo que el primer paso se implemente sin problemas, momento en el que se pueden abrir otras tiendas y escuelas. El tercer paso comienza el 8 de junio con la reducción de las restricciones a las escuelas profesionales, universidades, museos, zoológicos y bibliotecas.

## Respuesta legal
En septiembre de 2021, el Tribunal Supremo Federal suizo dictaminó que el cantón de Berna había actuado de manera desproporcionada al restringir el derecho fundamental a la libertad de reunión. El gobierno cantonal había restringido temporalmente cualquier reunión de personas, incluidos mítines políticos, a un máximo de 15 personas.

## Estadísticas

### Casos por cantones
| Argovia                    | 278 184   | 936    |
| Appenzell Rodas Interiores | 6739      | 26     |
| Appenzell Rodas Exteriores | 23 155    | 83     |
| Berna                      | 425 127   | 1542   |
| Basilea-Campiña            | 130 223   | 299    |
| Basilea-Ciudad             | 90 854    | 299    |
| Friburgo                   | 145 881   | 536    |
| Ginebra                    | 247 043   | 893    |
| Glaris                     | 16 737    | 96     |
| Grisones                   | 91 753    | 247    |
| Jura                       | 32 563    | 103    |
| Lucerna                    | 183 410   | 462    |
| Neuchâtel                  | 79 387    | 416    |
| Nidwalden                  | 18 847    | 36     |
| Obwalden                   | 16 985    | 59     |
| San Galo                   | 216 726   | 865    |
| Schaffhausen               | 33 999    | 126    |
| Soleura                    | 118 333   | 372    |
| Schwyz                     | 69 086    | 302    |
| Turgovia                   | 120 702   | 654    |
| Tesino                     | 153 091   | 959    |
| Uri                        | 16 108    | 70     |
| Vaud                       | 366 091   | 1181   |
| Valais                     | 154 068   | 821    |
| Zug                        | 52 007    | 143    |
| Zúrich                     | 654 777   | 1789   |
| Suiza                      | 3 741 876 | 13 315 |